# Генрих I (граф Шверина)
Генрих I Чёрный (нем. Heinrich I., genannt der Schwarze; ок. 1170 — 17 февраля 1228) — граф Шверина, активный участник борьбы с Данией.
Четвёртый сын графа Гунцелина I, умершего в 1185 году.
Генрих Чёрный и Гунцелин II правили в Шверине с 1194 года, после отречения их старшего брата Хельмольда I.
В 1208 году, воспользовавшись ссорой шверинских графов с одним из вассалов, датский король Вальдемар II захватил их владения.
В 1214 году им было позволено вернуться, при условии признания себя ленниками Дании. Кроме того, их сестра Ида должна была выйти замуж за Николая (Нильса), графа Халланда — внебрачного сына Вальдемара II, и в приданое принести половину графства Шверин.
В 1221 году, когда Генрих I был в Крестовом походе, умерли оба его соправителя — Гунцелин II и Николай (Нильс). Вальдемар II объявил себя опекуном внука — Николая фон Халланд-Шверин, и назначил губернатором графства своего племянника Альбрехта II фон Веймар-Орламюнде.
В 1223 году Генрих I вернулся из Святой Земли и попробовал получить назад свои владения, но безуспешно. Тогда он решил прибегнуть к крайним мерам.
В ночь с 6 на 7 мая 1223 года Генрих I выкрал короля Вальдемара II и его сына Вальдемара Молодого с датского острова Лио, где те отдыхали после охоты и находились без охраны, и на лодке перевёз в Германию. Своих пленников он держал сначала в бранденбургском замке Ленцен, потом на территории графства Даннеберг, а когда в 1225 году отвоевал у датчан свои владения — в замке Шверин.

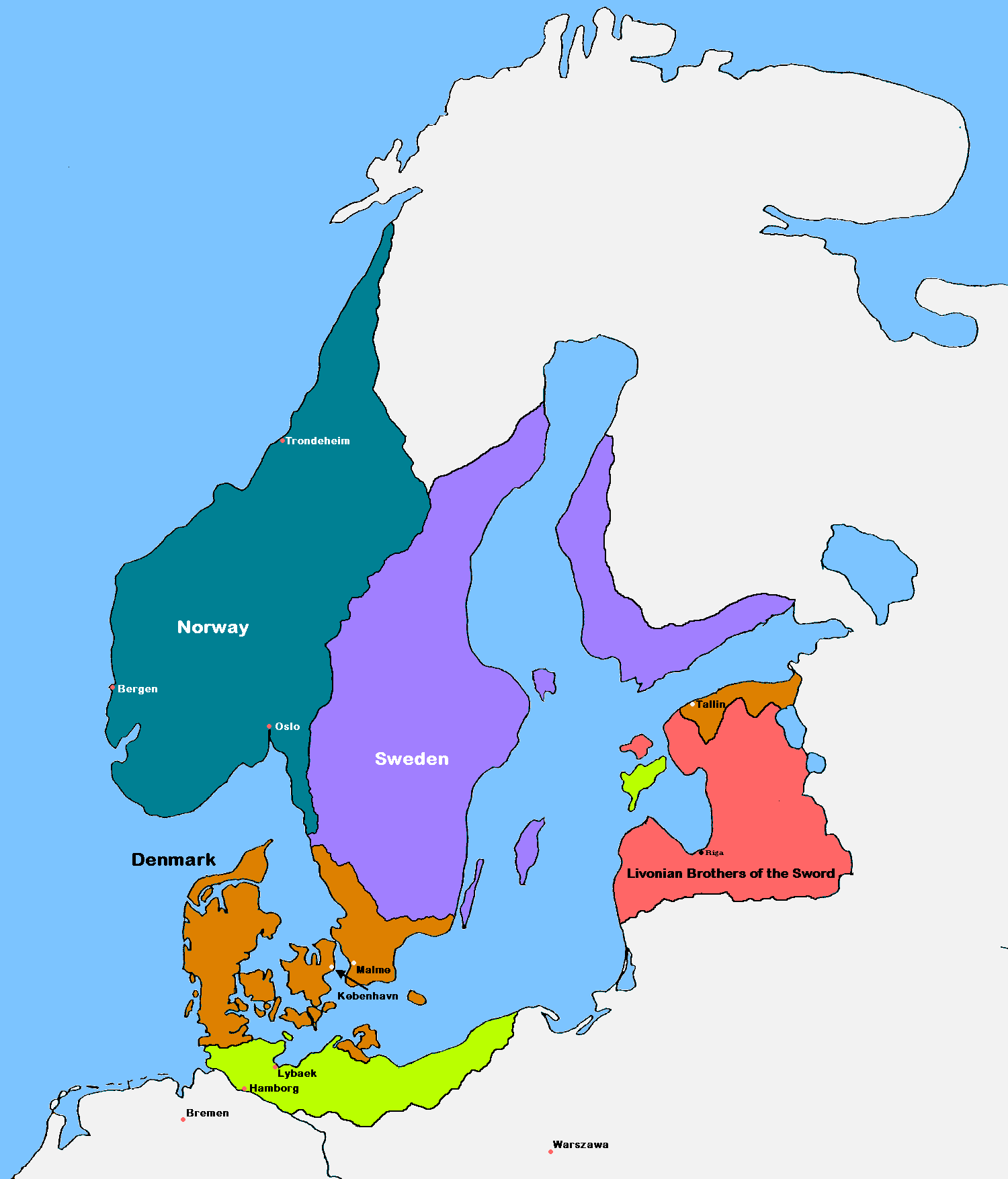
Балтия. Зелёным отмечены территории, захваченные Данией к 1219 г.

За освобождение короля Генрих I потребовал огромный выкуп. Угрозы Дании и папы Гонория III он оставил без внимания. Его поддержали герцог Мекленбурга Генрих Борвин II, граф Гольштейна Адольф IV и архиепископ Бремена Гебхард II.
Вальдемар II платить выкуп отказался. Датчане собрали армию и выступили против союза северогерманских князей. В январе 1225 года в битве при Мёльне датское войско было разбито, Альбрехт II фон Веймар-Орламюнде попал в плен.

Графство Шверин в XIII веке

После этого поражения Вальдемар II согласился на все условия, и в ноябре 1225 года был подписан Бардовикский договор, предусматривающий в обмен на освобождение его и Вальдемара Младшего уплату 45 тысяч серебряных марок и отказ от всех притязаний на Шверин и Гольштейн. Трое сыновей датского короля должны были остаться в заложниках.
В 1227 году Вальдемар II попытался вернуть утраченные территории, но 22 июля в битве при Борнхеведе потерпел сокрушительное поражение. Его другой племянник и союзник, герцог Оттон I Брауншвейгский, попал в плен.
Генрих I умер 17 февраля 1228 года и был похоронен в Шверинском кафедрале. Его вдова Аудация и сын Гунцелин III освободили Оттона Брауншвейгского. 3 декабря 1228 года папа Григорий IX попросил Аудацию освободить троих сыновей короля Вальдемара, однако они были отпущены только в 1230 году — после уплаты выкупа в 7000 серебряных марок.
Некоторые историки утверждают, что жена Генриха I Аудация (возможно — из рода померанских князей) умерла в 1219 году, и после этого он женился на некоей Маргарите, и всё, что сказано выше про Аудацию, относится к Маргарите.
В польской Википедии утверждается, что это одна женщина — Аудация (Евдоксия) Маргарита (ок. 1196 — ок. 1270), дочь куявского князя Болеслава, жена Генриха Чёрного с ок. 1208 г.pl:Audacja Małgorzata
Вызывает сомнение дата рождения Генриха Чёрного. В разных источниках называются 1155 и 1160 годы. Вероятно, он родился намного позже, не ранее середины 1170-х гг., учитывая время женитьбы (1208) и возраст участия в Крестовом походе (1221-1223) - ему в то время не могло быть более 50 лет.
У Генриха I было двое сыновей и как минимум 2 дочери:
- Гюнцель III (ум. 1273/74), граф Шверина;
- Хельмольд II (укм. 1267), граф Шверина;
- Мехтильда, муж - Генрих I, граф фон Гляйхен;
- Эрменгарда, муж - герцог Святополк Померанский.